# Secret (альбом Аюми Хамасаки)
Secret — восьмой студийный альбом японской певицы Аюми Хамасаки, вышедший 29 ноября 2006 года в Японии, 30 ноября в Гонконге и Тайване, 2 декабря 2006 в Сингапуре, 15 декабря 2006 в Южной Корее.

## Об альбоме
Первоначально на официальном сайте было объявлено, что «Secret» станет мини-альбомом с семью песням. Но позже было принято решение сделать его полноформатным с 14 песнями и 14 видеозаписями, хотя дата выхода осталась той же. В 2006 году «Secret» вышел в двух версиях: CD и CD+DVD, а также на PLAYBUTTON 21 марта 2013 года.
В 2007 году альбом получил награду Japan Gold Disc Awards — Рок/Поп альбом года, а также двойной платиновый сертификат RIAJ за продажи свыше 500 000. Песни «Startin'» и «BLUE BIRD» получили золотой сертификат (продажи 100 000+), «JEWEL» платиновый (продажи 250 000+).
Как стало известно из интервью, сначала «until that Day…» была коротким инструментальным треком, который написал CMJK. Но Аю очень понравилась гитарная партия и она попросила сделать из этого полную песню. «It was» была одной из тех песен, которые прислали ещё во время работы над альбомом (miss)understood. Что касается текста, Аю хотела сделать его без ясного окончания, песню, которая заканчивается спутанной мелодией. О том, как много произошло событий, но одно не сохранилось в памяти, и в конце концов, было утеряно. Что люди часто задаются вопросом, что если бы они насильно что-то удерживали, и есть ли право делать это. Аю хотела написать о настоящей человеческой жизни.

«Как видно из названия, этот альбом буквально секрет. Но не в том смысле, что я собираюсь рассказать вам что-то, чего вы ещё не знали! Вместо этого, он обо мне и повседневной жизни, или может быть о вас… У всех есть секреты, на земле не существует человека, у которого не было бы хотя бы одного. <…> У меня есть черты, о которых знают немногие люди, но есть и такие, о которых знают все. Вот что я называю секретом. И в этом смысле, есть секреты, включенные в этот альбом. Когда люди будут слушать „Secret“, они могут думать: „Это один из моих секретов“ или „Когда я слышу эту песню, мне кажется я узнаю её секрет“. Они даже могут думать: „У нас с Аю похожие, или даже одинаковые секреты“. Вот как я хочу, чтобы люди слушали этот альбом.»— Специальное интервью с Аюми Хамасаки

### Использование песен
«Startin'» стала заглавной темой в японской игре Onimusha: Dawn of Dreams. В международной версии игры песню можно услышать, если выставить в настройках японский язык. «Born to Be…» использовалась в качестве музыкальной темы для освещения на канале NTV в Японии зимних олимпийских игр 2006 года, для которых она была специально написана. «1 LOVE» стала рекламой аудиоплеера Panasonic D-Snap SD800n и стерео системы Panasonic D-Dock SX850. В этих рекламных роликах тональность песни несколько отличается от конечной версии, записанной для альбома. «JEWEL» использовалась в рекламе фотоаппарата Panasonic LUMIX FX07. «BLUE BIRD» использовалась в японской кампании Zespri «Gold Kiwi», а также в рекламе музыкального сервиса Dwango. «Secret» использовалась в японском прокате гонконгской криминальной драмы Confessions of Pain. В Китае эту песню исполнял поп-певец Denise Ho. Аю приняла участие в пресс-конференции для обоих релизов.

### Видеоклипы
«BLUE BIRD» снимался в Гуаме при участии команды танцоров, которые в то время выступали с Аю в Арена Туре 2006. Для массовки в «Beautiful Fighters» были приглашены участники фан-клуба TeamAyu. «JEWEL» входит в список самых дорогих музыкальных видео, его бюджет составил почти 100 миллионов йен. В «Born to Be…» люди отвечают на вопросы, но ни самих вопросов, ни ответов не слышно. В интервью Аю упомянула, что в этом клипе на вопрос — что она сказала бы прежней себе, она ответила: «Я хотел бы сказать себе, что будущее не страшно».

### Список композиций
Все тексты написаны Аюми Хамасаки.
| №   | Название             | Музыка           | Аранжировка      | Длительность |
| --- | -------------------- | ---------------- | ---------------- | ------------ |
| 1.  | «Not yet»            | CMJK             | CMJK             | 2:02         |
| 2.  | «until that Day...»  | CMJK             | CMJK             | 4:48         |
| 3.  | «Startin'»           | Kazuhiro Hara    | CMJK             | 4:19         |
| 4.  | «1 LOVE»             | Yoji Noi         | HΛL              | 4:30         |
| 5.  | «It was»             | Naruya Ihashi    | tasuku           | 4:10         |
| 6.  | «LABYRINTH»          | HΛL              | HΛL              | 1:43         |
| 7.  | «JEWEL»              | Tetsuya Yukumi   | Shingo Kobayashi | 4:16         |
| 8.  | «momentum»           | Tetsuya Yukumi   | HΛL              | 4:12         |
| 9.  | «taskinst»           | tasuku           | tasuku           | 1:36         |
| 10. | «Born To Be...»      | Kazuhiro Hara    | CMJK             | 4:51         |
| 11. | «Beautiful Fighters» | Kazuhito Kikuchi | CMJK             | 5:16         |
| 12. | «BLUE BIRD»          | D・A・I          | HΛL              | 4:09         |
| 13. | «kiss o' kill»       | Tetsuya Yukumi   | Keiji Tanabe     | 4:40         |
| 14. | «Secret»             | Tetsuya Yukumi   | HIKARI           | 4:58         |

| №   | Название                           | Режиссёр        | Длительность |
| --- | ---------------------------------- | --------------- | ------------ |
| 1.  | «Startin'» (video clip)            | Takahide Ishii  |              |
| 2.  | «Born To Be...» (video clip)       | Takahide Ishii  |              |
| 3.  | «BLUE BIRD» (video clip)           | Takahide Ishii  |              |
| 4.  | «Beautiful Fighters» (video clip)  | Takahide Ishii  |              |
| 5.  | «1 LOVE» (video clip)              | Hideaki Sunaga  |              |
| 6.  | «JEWEL» (video clip)               | Wataru Takeishi |              |
| 7.  | «momentum» (video clip)            | Takahide Ishii  |              |
| 8.  | «Startin'» (making clip)           |                 |              |
| 9.  | «Born To Be...» (making clip)      |                 |              |
| 10. | «BLUE BIRD» (making clip)          |                 |              |
| 11. | «Beautiful Fighters» (making clip) |                 |              |
| 12. | «1 LOVE» (making clip)             |                 |              |
| 13. | «JEWEL» (video clip)               |                 |              |
| 14. | «momentum» (making clip)           |                 |              |

## Концертный тур
В поддержку альбома был организован тур. «ayumi hamasaki ASIA TOUR 2007 A ~Tour of Secret~» начался 3 марта 2007 в Сайтаме и завершился 10 июня 2007 в Фукуоке. Всего было 16 концертов в 9 городах, включая Тайбэй, Гонконг и Шанхай. Это был первый тур Аюми Хамасаки за пределами Японии.

## Позиции в чарте Орикон
- Продажи в первую неделю: 386 280 (Япония)
- Общее число проданных копий: 675 297 (Япония), 31 658 (Тайвань)

Несмотря на то, что Secret занял первое место в еженедельном чарте Орикон, продажи были на 263 тысячи копий меньше, чем у предыдущего студийного альбома (miss)understood. Это произошло из-за того, Орикон объединил продажи последней недели 2005 года с первой 2006, так что на самом деле это была сумма за две недели. Альбом продержался в японском чарте 18 недель. Кроме того, альбом поднимался на первую строчку в чартах Тайваня, Сингапура, Гонконга и Китая.